# 山东省济南师范学校
山东省济南师范学校，创建于1902年9月，属中国最早的一批师范学府，曾经历山东大学堂师范馆、山东师范学堂、山东优级师范学堂、国立山东高等师范学校、山东省立第一师范学校、山东省立济南师范学校等历史阶段。2011年5月21日，济南师范学校迁址长清并与济南幼儿师范合并成立济南幼儿师范高等专科学校。

## 历史

### 山东大学堂师范馆时期

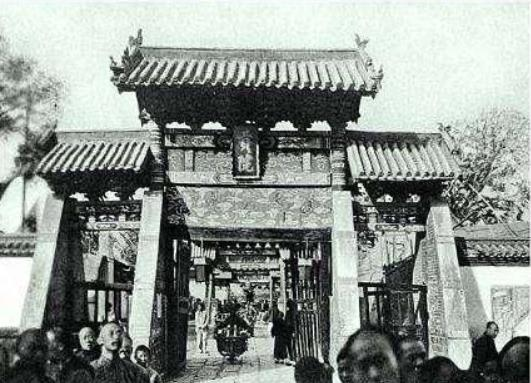
济南贡院大门

清朝光绪二十七年九月（1901年10月），袁世凯奏准在山东济南创办官立山东大学堂，校址在原省会书院泺源书院内。光绪二十八年（1902年），清廷颁布《钦定学堂章程》（“壬寅学制”），规定师范学堂分为与中等学堂并行的师范学堂、与高等学堂并行的师范馆，另外有简易师范科、师范传习科、实业教员养成所等。光绪二十八年八月（1902年9月），山东巡抚周馥命山东大学堂附设师范馆，拨库银1万两作为开办经费，地址位于济南贡院。当时共考选廩生、附生、增生104人入师范馆，由候补道方燕年任监督事，此为山东近代师范教育之始。

### 山东全省师范学堂时期
1903年9月，师范馆从山东大学堂独立出来，改名为山东全省师范学堂（也称山东师范学堂、山东高等师范学堂）。师范学堂设长期3年、简易2年、速成1年三种学制。1904年4月，根据《奏定学堂章程》（“癸卯学制”）的规定，师范学堂实行优级师范学堂和初级师范学堂两种办学方式，不再附设于大学堂和中学堂之中，师范教育成为一个独立的教育系统。师范学堂将长期班分为长期、速成两种班。同年（1904年），山东大学堂校址迁入济南杆石桥路北，校名改为山东高等学堂。1904年6月，山东师范学堂校址迁入原泺源书院之大学堂院（今济南市泉城路中段路北），并由抚台拨库银2万两建造校舍，添置设备。1904年8月，师范学堂设立附属小学堂，为山东首所省立小学。1905年5月，师范学堂根据“癸卯学制”中《优级师范学堂章程》和《初级师范学堂章程》的规定，将长期班改为完全科，学制5年，名为优级师范生，在学习1年优级预科课程的基础上，分文、理科再学习4年专业课程；改速成班为简易科，学制有1年和2年两种，学生为初级师范生。完全科课程有修身、读经讲经、教育、中国文学、历史、地理、算学、理化、博物、习字、图画和体操等12种；简易科有修身、教育、中国文学、历史、地理、算学、格致、图画和体操等9种。1905年底，师范学堂32名学生被派往日本留学。1906年，山东全省师范学堂设置优级预科。1903年至1909年，师范馆、全省师范学堂先后共有毕业生467人，其中长期班4个班162人，速成班7个班305人。该校的其留日学生中有多人加入同盟会。

### 山东全省优级师范学堂时期
1909年12月，山东师范学堂遵令更名为山东全省优级师范学堂（也称山东优级师范学堂）。该校“以造就初级师范学堂及中学堂之教员管理员为宗旨”，学制5年，开办文理等科。毕业生经过复试可获举人头衔，最优者可为国子监博士加五品衔，优者可为国子监助教，中等者可为国子监学正。该校从培养高等小学教师改为重点培养中等学堂教师。1911年，该校设立体育专修科和农村师范科，学制2年。
| 学年      | 类别          | 分科                           | 课程 |
| --------- | ------------- | ------------------------------ | --- |
| 预科1年   | 各类学生必修  | 各类学生必修                   | 人伦道德、群经源流、中国文学、东语、英语、辨学、算学、体操等8种公共课程                                                |
| 分类科3年 | 第一类        | 国文、外语                     | 人伦道德、经学大意、中国文学、教育学、心理学、周秦诸子学、历史、法制、理财、英语、生物学、体操、德语、生理学、辨学     |
| 分类科3年 | 第二类        | 历史、地理                     | 人伦道德、经学大意、中国文学、教育学、心理学、地理、历史、法制、英语、体操、德语                                       |
| 分类科3年 | 第三类        | 数学、物理、化学               | 人伦道德、经学大意、中国文学、教育学、心理学、算学、物理、化学、图画、英语、生物学、体操、德语、手工                   |
| 分类科3年 | 第四类        | 动物学、植物学、矿物学、生理学 | 人伦道德、经学大意、中国文学、教育学、心理学、植物学、动物学、矿产学、生理学、英语、农学、体操、地理、图画、化学、德语 |
| 加习科1年 | 10种中选修5种 | 10种中选修5种                  | 人伦道德、教育制度、教育政令机关、教育学、实验心理学、美学、学校卫生、专科教育、儿童研究、教育演习                     |

### 国立山东高等师范学校时期
1912年，存古学堂裁撤，并入山东优级师范学堂。1912年5月，根据中华民国政府颁布的“壬子癸丑学制”，山东优级师范学堂奉令更名为国立山东高等师范学校，简称山东高师，由徐鸿策出任校长，鞠思敏任教务长。该校与北京、南京、武汉高等师范合称为全国四大高等师范。该校设英语、物理化学、博物、历史地理四个部及体育专修科。1913年，鞠思敏出任校长，实施“学者治校”办学方针，聘请了一批学界名流，并制定管理规章制度、增设教学仪器、增订中外科学书刊，使山东高等师范学校成为山东乃至全国较为完备的师范学校。山东高师共有毕业生235名，其中本科班毕业生187人，体育专修科毕业生48人。1913年6月，中华民国各地师范学校进行调整，全国划分为6大师范区，保留北京、南京、武汉3所高师，新建广州、成都、沈阳3所高师。山东高师因与北京高师同属一个学区，奉命停办，学生继续修业至1916年毕业。
| 学年                     | 入学资格   | 课程 |
| ------------------------ | ---------- | --- |
| 分预科（公共科）1年      | 高中毕业生 | 伦理学、国文、英语、数学、论理、图画、乐歌、体操 |
| 本科（分类科）3年        | 预科毕业生 | 伦理学、心理学及教育学、国文及国文学、英语、历史、哲学、美学、言语学、地理、法制经济、考古学、人类学、数学、物理学、化学、天文学、气象学、博物学、农业、图画手工、体操 |
| 研究科（加习科）1年或2年 | 本科毕业生 | |
| 专修科2年或3年           | 高中毕业生 | |

### 山东省立第一师范学校时期

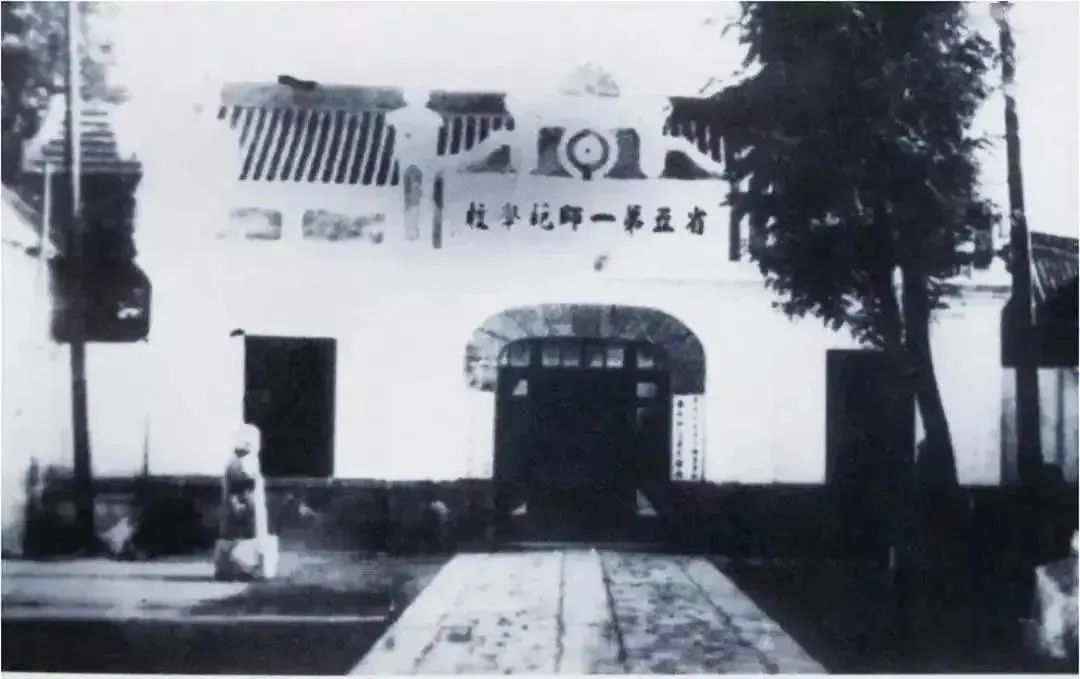
山东省立第一师范学校校门

1914年，山东高师奉命结束办学后，山东政府根据教育部令将原来济南、泰安、武定三处省立初级师范学校并入山东高等师范学校，并将其改设为“山东省立第一师范学校”，简称山东省立一师。该校的校址不变，仍由鞠思敏担任校长。改组后的省立一师面向全省招收学生，重点为山东各国民小学培养教师。学制5年，预科1年，本科4年。每学年分3个学期，第五学年的第三学期为教育实习时间。1917年5月，省立一师在济南北郊建立北园分校，主要招收高小毕业生。此外，该校在济南南城根建立模范小学，作为省立一师第一附小；在北郊建立北园双桥寺村落小学，作为省立一师第二附小，两所附小为毕业生实习地。其时，一师不仅体制健全、制度完备，而且是济南学生运动的大本营。1919年五四运动期间，省立一师成立救国委员会，带领同学们参加各项斗争活动。1920年5月4日  省立第一师范、济南第一中学、齐鲁大学等校师生千余人，手执“驳回通牒”、“废除条约”、“纪念五四”等字样的小旗，在省议会召开“五四”一周年纪念大会。1920年9月，省立一师学生王尽美、济南一中学生邓恩铭秘密成立了“康米尼斯特学会”（共产主义学会）。1920年10月1日，省立一师学生自治会创办《泺源新刊》。1921年5月，王尽美和邓恩铭等人在济南成立共产主义小组。1921年7月，两人作为山东共产主义小组代表参加了中国共产党第一次代表大会。1922年11月，《学制系统改革案》公布，史称“壬戌学制”，省立一师等中级教育5年制师范学校按规定改为6年。1923年3月，中共山东省立一师支部成立。1925年冬至1927年春，以省立一师学生为主体的百余名济南青年学生，突破军阀张宗昌部的封锁，南下武汉参加国民革命运动。1931年12月8日，省立一师、女子师范、济南乡师等校的数百名学生参加“济南市学生请愿团”，赴南京向国民政府请愿抗日救国。
| 课程名称 | 课程内容                                                                         |
| -------- | -------------------------------------------------------------------------------- |
| 教育学   | 心理学、伦理学、教育理论、教育史、教授法、哲学发展史、学校制度、管理卫生、体育法 |
| 国文     | 讲读、作文、文字渊源、文法要略、中国文学史、诗学                                 |
| 读经     | 论语、孟子、大学、中庸、诗经、书经、礼记                                         |
| 修身     | 礼仪法、责任与义务、本国道德特色、持躬处世之道                                   |
| 英语     | 拼读、文法、作文、会话、翻译                                                     |
| 习字     | 楷书、行书、草书、板书                                                           |
| 地理     | 地理概况、本国地理、五大洲地理                                                   |
| 历史     | 本国上古、中古、近代、现代史，西洋古代、近代、现代史，东南亚各国史               |
| 数学     | 算术、代数、平面几何、立体几何、三角、珠算                                       |
| 博物     | 动物学、植物学、矿物学、地质学、生理学                                           |
| 理化     | 有机化学、无机化学、热学、力学、磁学、音学、光学、电气、物理化学试验             |
| 法制     | 法制大要                                                                         |
| 经济     | 经济大要                                                                         |
| 农业     | 栽培、土壤、农具、肥料、蚕桑、畜牧、森林、农业经济                               |
| 图画     | 铅笔画、钢笔画、水彩画、木炭画、油画、漆画                                       |
| 乐歌     | 歌曲、乐器、乐曲                                                                 |
| 手工     | 竹工、木工、粘土、石膏、全木工、各种细工                                         |
| 体操     | 普通体操、游戏、武术、兵士教练                                                   |

### 山东省立济南师范学校时期

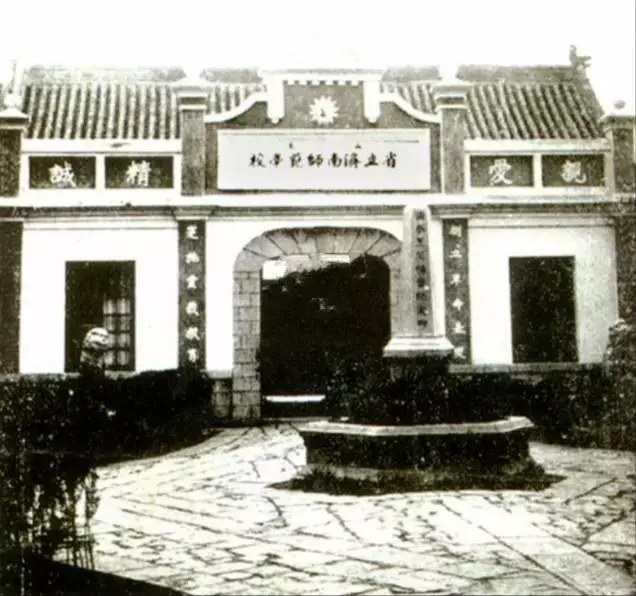
山东省立济南师范学校校门

南京国民政府建立后，中华民国教育部从1932年9月起整顿全国教育，各地师范恢复独立。1934年6月，山东省立第一师范学校改称山东省立济南师范学校。
| 分类              | 课程 |
| ----------------- | --- |
| 简师（前师）3年   | 国文、数学、英语、自然、生理、博物、物理、化学、历史、地理、体育、美术、劳作、党义、军训等16门                |
| 师范部（后师）3年 | 简师的16门，以及教育学、心理学、伦理学、乡村教育、小学行政、教学法、教学测验与统计、童子军、农村经济等9门课程 |

1937年，抗日战争全面爆发，济南师范师生奉令南撤，经河南、湖北，最后抵达四川。1938年秋，日伪政权在济南师范旧址重新招生，建立“省立济南师范学校”，推行奴化教育，鼓吹“中日亲善”。1945年抗战胜利后，国民政府接收该校，名称未变，开办学制3年的师范教育，仅保留后师。1948年9月24日，济南解放。1948年9月下旬，济南市军管会文教部派袁驼为首的军管小组进驻济南师范学校，进行接管及复校工作，由王俊千任校长，成立该校解放后的第一个共产党支部，袁驼任书记，校址迁至经四路小纬六路附近。1949年8月，省立济南师范学校与济南女子师范学校合并，改称济南第一师范学校，并将校址迁至师范路。

### 山东省济南师范学校时期
1950年8月，济南第一师范学校与济南第二师范学校合并，成立山东省济南师范学校，此后校名一直沿用至2011年。1964年11月，山东省第二教育厅在济南师范学校开始进行全日制师范学校改办半工半读师范的试点工作。
1992年，济南师范被国家教委批准为培养大专学历小学教师的全国试点学校，为山东最早的“小教大专”。1999年，济南师范全部改为五年一贯制大专教育，成为山东省同类学校中最早完成由中师向五年制师范过渡的学校之一。
2011年4月，经教育部批准，济南师范学校与济南幼儿师范学校、济南广播电视大学合并组建为济南幼儿师范高等专科学校。

## 历任校长
师范学堂时期，该校校长称“监督”，其在职时间普遍较短，1903年至1911年间，更易监督16人次，其中任期最长的1年半，最短的则仅有2个月，平均每人任期是6个月零12天。辛亥革命山东独立时期，该校监督为山东全省各界联合总会副会长王讷。1912年5月，国立山东高师成立时，徐鸿策任校长，被人以“乱用学校经费”告发后调山东省立五中学校任校长，原教务长鞠思敏出任校长。
1948年，中国共产党接收该校后，王世楷任济南师范第一任校长。

## 备注
1. ↑  很多资料成1902年10月[1]，按照《中央研究院 兩千年中西曆轉換》[5]，光绪二十八年八月为1902年9月2日至10月1日，因此此处记为9月
2. ↑  一说1910年，山东全省师范学堂遵章正式易名为山东优级师范学堂[1]。